# Marilyn Van Derbur

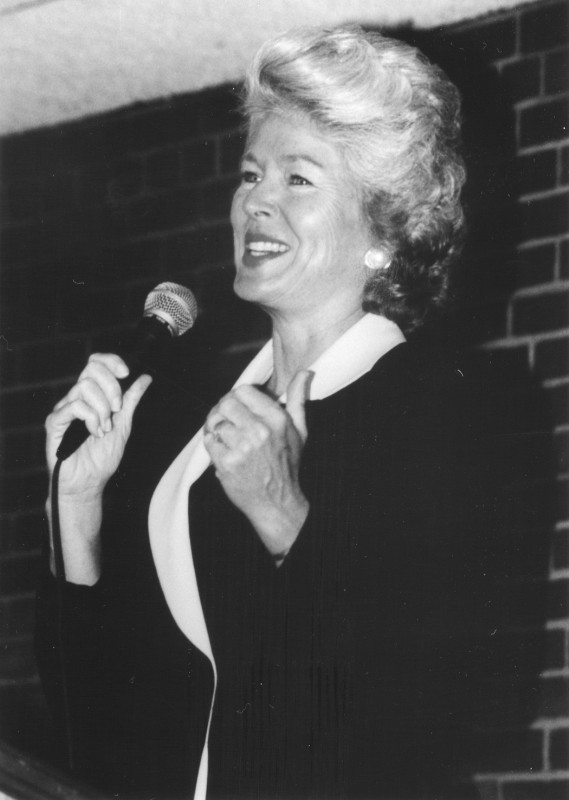
Marilyn Van Derbur (1981)

Marilyn Elaine Van Derbur (* 16. Juni 1937 in Denver, Colorado) ist eine US-amerikanische Autorin, Motivationsrednerin und Titelträgerin von Schönheitswettbewerben. Im Juli 1957 wurde sie zur Miss Colorado 1957 gekrönt. Am 7. September 1957 wurde sie in Atlantic City, New Jersey, von der scheidenden Miss America 1957, Marian McKnight, zur Miss America 1958 gekrönt. Sie ist Gründerin der Organisation Survivor United Network (SUN).

## Herkunft und Ausbildung
Marilyn Elaine Van Derbur kam 1937 als Tochter von Francis Stacy Van Derbur (1907–1984) und seiner Ehefrau Gwendolyn (1908–1996), geborene Olinger, in Denver zur Welt. Ihre Kindheit war vom Zweiten Weltkrieg überschattet und von sexualisierter Gewalt geprägt. Sie wurde als Kind zwischen ihrem fünften und achtzehnten Lebensjahr vom Vater sexuell ausgebeutet.

## Werdegang
Nach ihrer Krönung zu Miss America kehrte sie an die University of Colorado zurück, wo sie einen Abschluss erwarb. Während ihrer Studienzeit wurde sie Mitglied der Phi Beta Kappa. Nach ihrem Abschluss zog sie nach New York City, wo sie Fernsehsprecherin für AT&Ts The Bell Telephone Hour wurde und zehn Shows für Candid Camera führte. Des Weiteren war sie fünf Jahre lang Fernsehwirtin für The Miss America Pageant.
Zusammen mit Murray S. Hoffman, dem Präsidenten der Colorado Heart Association, und Jerome Biffle, dem Goldmedaillensieger in Weitsprung bei den Olympischen Sommerspielen 1952 in Helsinki (Finnland), begründete sie eines der frühesten Programme für Jogging zwecks Förderung der Herzgesundheit.
In ihren 20er-Jahren arbeitete sie als Motivationssprecherin. Mitte dreißig wurde sie zu The Outstanding Woman Speaker in America gewählt.
Im Alter von 53 Jahren öffnete sie sich 1990 einem Zeitungsreporter gegenüber und berichtete ihm, ihr reicher, in der Gesellschaft bekannter Vater hat sie in ihrer Kindheit und Jugend sexuell missbraucht. Schon am nächsten Morgen erschien die Geschichte ihres Überlebens des sexuellen Kindesmissbrauchs als Titelstory in The Denver Post.
Innerhalb von Wochen nach dem Erscheinen des Artikels in der Zeitung meldeten sich über 3.000 Männer und Frauen aus Denver und dessen Einzugsgebiet, die ihr Hilfe und Unterstützung anboten. Daraufhin gründete sie die Organisation Survivor United Network (SUN), zu deren Gründung sie zehntausende Dollar beisteuerte.
In der Folgezeit kamen bis zu 500 Personen jede Woche in eine der 35 verschiedenen Selbsthilfegruppen, welche die SUN betrieb. Als das People Magazine ihr Bild dann als Cover abbildete, wendeten sich in der Folgezeit bundesweit Überlebende an sie, die Opfer von sexuellen Missbrauch waren, welche um Hilfe und Unterstützung baten. Daraufhin weitete sie ihre Organisation entsprechend aus. Bei den Selbsthilfegruppen der SUN konnten die Menschen über ihre Schicksale sprechen, viele zum ersten Mal.
In den folgenden zwanzig Jahren sprach sie in über 500 Städten. Während dieser Zeit schrieb sie ihr erstes Buch Miss America By Day: Lessons Learned from Ultimate Betrayals and Unconditional Love (Deutsch: Tagkind – Nachtkind), in dem sie ihre Art, den Inzest zu überleben, veröffentlichte.
Für dreizehn Wochen stand ihr Buch unter den Top 10 auf der Bestsellerliste für Sachbücher in Colorado. 2003 wurde ihr der Most Inspirational Book Award (Erster Platz) von der Zeitschrift Writer’s Digest für ihr Werk verliehen. Das Buch wurde seitdem mehrmals neu aufgelegt und wird als Lehrbuch an Colleges in Social-Work- und Child-Development-Klassen verwendet.
Im Jahr 2011 erhielt sie den Lifetime Achievement Award verliehen.

## Privates
Van Derbur hat zweimal geheiratet. Sie war vom 1. Juni 1961 bis zu ihrer Scheidung am 6. März 1962 mit Gary Austin Nady verheiratet. Danach heiratete sie am 14. Februar 1964 ihren zweiten Ehemann Lawrence Atlivaick Atler. Das Paar hat eine Tochter, Jennifer.

## Werke
- Miss America by Day: Lessons Learned from Ultimate Betrayals and Unconditional Love, 50 INTERVIEWS INC; Illustrated Edition (26. April 2010), ISBN 978-1-935689-51-5
  - Tagkind – Nachtkind: Das Trauma sexueller Gewalt: Überlebenswege, Heilungsgeschichte, Hilfen zur Prävention, Asanger, R; 7. Auflage 2019 (30. Mai 2011) ISBN 978-3-89334-543-4